# Klára Kubičková
Klára Kubičková, rod. Kucserová (15. srpna 1936 Levice – 25. listopadu 2022) byla slovenská historička architektury.Používala pseudonym KKK nebo kkk.

## Životopis
V letech 1953–1959 absolvovala studium na Filozofické fakultě UK v Bratislavě a na Filozofické fakultě UK v Praze. Doktorandské studium absolvovala externě na Oddělení životního prostředí Ústavu dějin umění ČSAV v Praze v letech 1968–1973, jejím školitelem byl Ing. arch. Otakar Nový.
Působila v Slovenském ústavu památkové péče v Banské Bystrici (1960–1965, 1974–1977) jako odborná pracovnice a na Pedagogické fakultě v Banské Bystrici jako odborná asistentka (1965–1971). Dále působila v Oblastní galerii v Banské Bystrici jako vedoucí odborného oddělení (1971–1974) a v SPTÚ v Bratislavě jako samostatná vědecká pracovnice (1983–1987). V letech 1987–1992 působila ve Slovenské národní galerii v Bratislavě nejprve jako zakladatelka a kurátorka architektonické sbírky, od roku 1990 jako ředitelka Galerie architektury, užitého umění a designu SNG. Od roku 1990 byla předsedkyní Rady galerií Slovenska. V roce 1991 byla spolu s Ing. arch. Sedlákovou kurátorkou československé výstavy na 5. bienále architektury v Benátkách. Od prosince 1989 byla členkou mezinárodní organizace DOCOMOMO (Dokumentace a ochrana moderní architektury), v letech 1992–1998 působila v této organizaci jako predsedkyně Slovak Working Party DOCOMOMO, v rámci které kromě prezentování slovenské architektury ve světě spoluorganizovala 4. mezinárodní konferenci o architektuře na Slovensku (1996). Od roku 1997 žila v Banské Bystrici a zpracovávala dějiny architektury Banské Bystrice v 20. století pro knižní vydání.
Ve vědeckovýzkumné činnosti se zaměřovala na teorie hodnot, metody hodnocení a kritiky architektury. Byla autorkou mnoha uměleckohistorických výzkumů historické architektury. Zpracovala koncepce a byla kurátorkou více než 70 výstav na Slovensku a v zahraničí. Od roku 1992 byla členkou redakční rady časopisu Projekt-revue slovenské architektury. Byla rovněž autorkou odborných monografií, studií a článků především v odborných časopisech. Připravila mnohé rozhlasové a televizní pořady. Byla členkou Spolku architektů Slovenska, České výtvarné unie, Sdružení historiků moderního umění a dalších.
V roce 2012 společně s architektem Igorem Teplanem založila Centrum architekta Ladislava Eduarda Hudce (C.A.L.E.H. n.o.) a věnovala se i prezentaci kulturního odkazu Hudcova díla.

## Ocenění
Klára Kubičková získala několik ocenění:
- 1991 Cena Mariána Várossa – výroční cena Asociace teoretiků a kritiků výtvarného umění za teoretickou a uměleckohistorické činnost v oblasti architektury
- 1997 Cena Společnosti maďarských výtvarných umělců na Slovensku
- 2001 Stříbrná plaketa České republiky při příležitosti 65. narozenin[2]
- 2005 Cena profesora Martina Kusého
- 2010 Květ umění a kultury – Cena Banskobystrického samosprávného kraje
- 2012 Cena primátora Banské Bystrice za rok 2011
- 2014 Cena Andreje Kmeťa – cena Ministerstva kultury SR udělena za celoživotní činnost v oblasti obnovy a ochrany kulturního dědictví
- 2019 Cena Emila Belluše za celoživotní dílo v oblasti architektury[4]
- 2020 státní vyznamenání Pribinův kříž II. třídy za mimořádné zásluhy o kulturní rozvoj Slovenské republiky.[5][6]